# Great Eastern

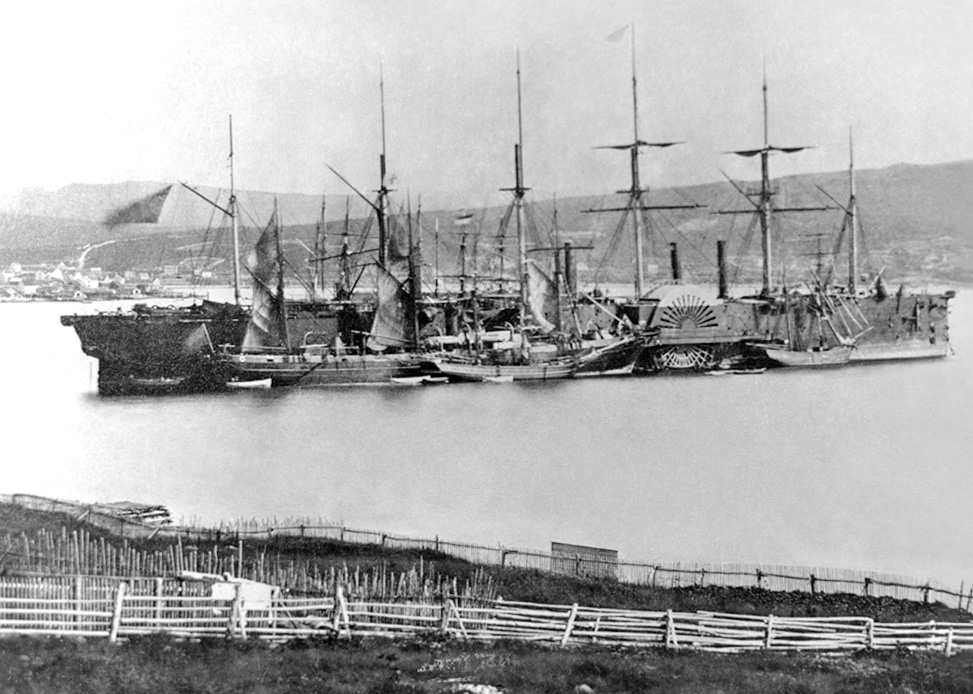
Great Eastern v roce 1866

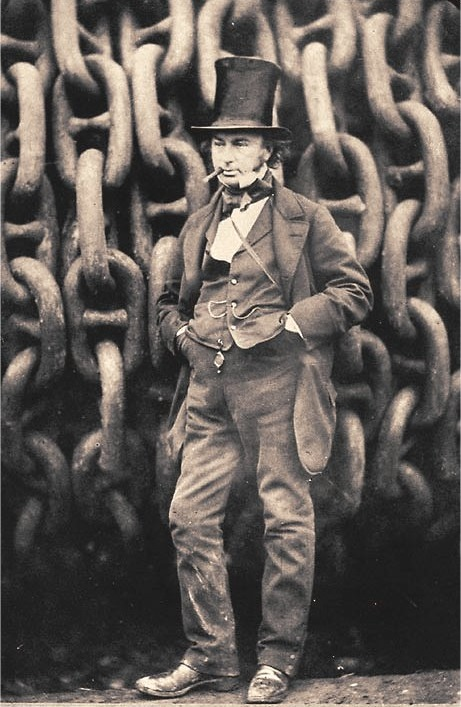
Známá fotografie Roberta Howletta pana Brunela před spouštěcími lodními řetězy

Great Eastern byl svého času největší parník světa. Navržen byl proslulým anglickým lodním inženýrem a konstruktérem Isambardem Kingdomem Brunelem a dokončen byl roku 1859.

## Historie
Již před svou první plavbou s cestujícími měl parník pověst prokleté lodi, protože jeho stavba i zkušební plavby byly provázeny řadou neštěstí. Bylo to zaviněno především tím, že projektantům chyběly zkušenosti se stavbou lodi tak obrovských rozměrů (prostornost 18 915 BRT, délka 211 metrů, šířka 25 metrů, počet cestujících 4000). Již problémy při spouštění lodě na vodu vedly k nervovému zhroucení konstruktéra Brunela. Výbuch kotle při první zkušební plavbě si vyžádal pět lidských životů (a za několik dnů stavitel Brunel zemřel raněn mrtvicí). Při další zkušební plavbě vnikla do lodi voda a opět si to vyžádalo lidské životy. Proto také první plavbu 6. září roku 1859 absolvovala loď jen se čtyřiceti třemi cestujícími.
V důsledku komerčního neúspěchu byl parník nasazen jako loď pro kladení telegrafických kabelů mezi Evropou a Amerikou. Roku 1867 byl opět přestavěn na osobní loď a jeho plavby z Liverpoolu do New Yorku se se svým bratrem Paulem zúčastnil i slavný francouzský spisovatel Jules Verne, kterého cesta inspirovala k napsání románu Plující město (1871, Une ville flottante). Po dvou letech byla loď opět nasazena na kladení kabelů.
Great Eastern byl v provozu do roku 1888 a roku 1891 byla loď demontována.